# Tungkal II (Pinoraya)
Tungkal II is een bestuurslaag in het regentschap Bengkulu Selatan van de provincie Bengkulu, Indonesië. Tungkal II telt 460 inwoners (volkstelling 2010).